# Beauty & Crime
Beauty & Crime – siódmy album studyjny Suzanne Vegi, wydany w 2007 roku.

## Lista utworów
1. "Zephyr & I" – 3:11
2. "Ludlow Street" – 3:15
3. "New York Is A Woman" – 2:55
4. "Pornographer's Dream" – 3:24
5. "Frank & Ava – 2:37
6. "Edith Wharton's Figurines" – 2:23
7. "Bound" – 4:43
8. "Unbound" – 3:35
9. "As You Are Now" – 2:21
10. "Angel's Doorway" – 2:55
11. "Anniversary" – 2:59

## Zespół
- Suzanne Vega – gitara, wokal
- Mike Visceglia – gitara basowa
- Dougie Yowell – perkusja
- Gerry Leonard – gitara
- Graham Hawthorne – perkusja
- Tony Shanahan – gitara basowa
- Sam Dixon – gitara basowa
- Martin Slattery – fortepian, flet
- Lee Ranaldo – gitara
- Jimmy Hogarth – perkusja
- Philip Shepard – wiolonczela
- Matthew Ward – skrzypce
- KT Tunstall – wokal wspierający
- Ruby Froom – wokal wspierający